# Хронологія рекордів України з напівмарафону серед жінок
Рекорди України з напівмарафону визнаються Легкою атлетикою України з-поміж результатів, які показали українські легкоатлетки на шосейній дистанції, за умови дотримання встановлених вимог.

## Хронологія рекордів

### Змішані забіги
| Результат                                | Атлетка                          | Місто змагань | Дата змагань | Примітки | Відео |
| ---------------------------------------- | -------------------------------- | ------------- | ------------ | -------- | ----- |
| 1:09.34                                  | Олена В'язова Харківська область | Реміх         | 29.09.1996   |          |       |
| 28 років, 169 днів від дати встановлення |                                  |               |              |          |       |

### Жіночі забіги
| Результат                              | Атлетка                         | Місто змагань | Дата змагань | Примітки    | Відео            |
| -------------------------------------- | ------------------------------- | ------------- | ------------ | ----------- | ---------------- |
| 1:11.07                                | Наталія Беркут Київська область | Окаяма        | 23.12.2006   |             |                  |
| 1:10.32                                | Євгенія Прокоф'єва Київ         | Гдиня         | 17.10.2020   | [ 1 ] [ 2 ] | Відео на YouTube |
| 4 роки, 151 день від дати встановлення |                                 |               |              |             |                  |